# قائمة ناسا لأفضل النباتات المنزلية لتنقية الهواء

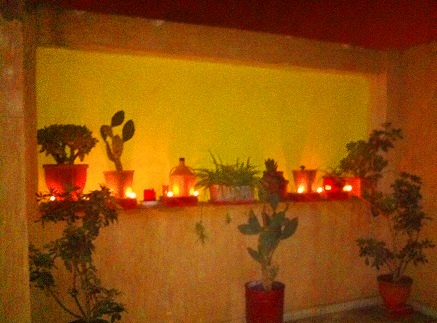
صف من الأُصص بنباتات منزلية مرتبة بشكل جمالي على شُرفة منزل

قائمة ناسا لأفضل النباتات المنزلية لتنقية الهواء هو تقرير وقائمة وضعتها وكالة الفضاء الأمريكية ناسا (NASA) بعد دراسة وأبحاث مستفيضة أجرتها الوكالة لتحديد بعض أنواع النباتات المنزلية التي يمكنها مساعدة الإنسان في الحصول على هواء صحي ونقي بشكل أكثر فاعلية.
لم يهتم الناس بخطورة التلوث داخل المباني إلا في نهاية عقد السبعينات من القرن العشرين في بعض الدول الصناعية، حيث بدأ الناس والأطباء يستقبلون ويلاحظون حالات عن أعراض مرضية مختلفة ذات تأثيرات ناتجة عن تلوثات غير صحية في المباني المغلقة، خصوصاً أن الإنسان المعاصر يقضي أكثر من 80% من حياته اليومية في بيئات مغلقة؛ مما قد يتسبب في حدوث أمراض مرتبطة بالحساسية والجهاز التنفسي وعدم القدرة على التركيز وغيرها، خصوصاً بين الأطفال والنساء، عندما تكون هذه البيئة المغلقة شديدة التلوث.
وتسمى الأمراض الناتجة أو ذات العلاقة بتلوث الهواء الداخلي «بمتلازمة المباني المغلقة» أو متلازمة العمارة المريضة أو متلازمة مرض المباني ولهذا فإن لهذه النباتات المنزلية، التي تم تقييمها من خلال أبحاث وكالة الفضاء الأمريكية، دوراً مهماً في الحياة اليومية الصحية للإنسان، إذ توفّر له وسيلةً طبيعية لإزالة مخلفات المواد السامة، مثل البنزين والفورمالديهايد وثلاثي الكلور من الجو، وهذا يساعد في تحييد آثار متلازمة المباني غير الصحية.

## لمحة تاريخية

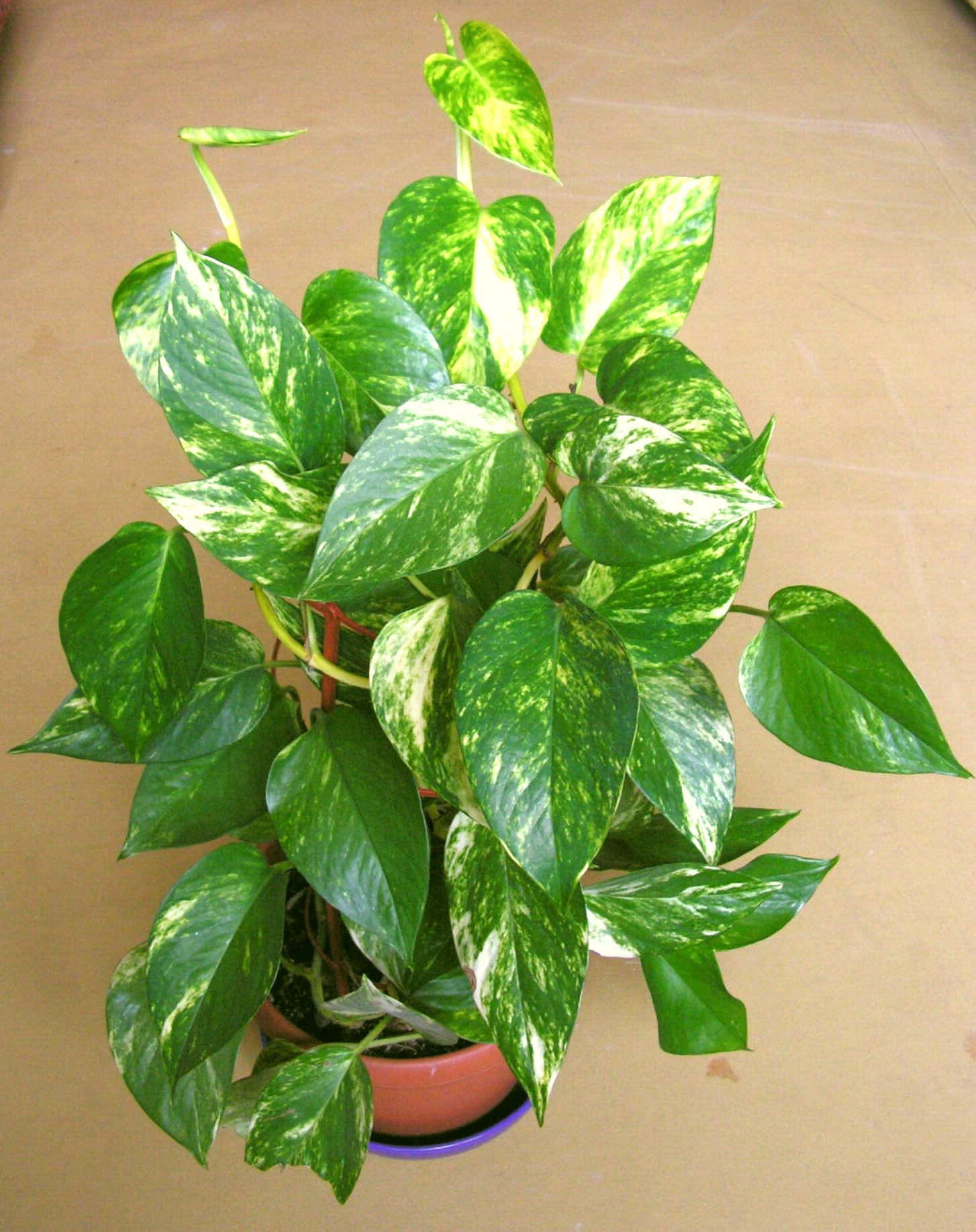
تعتبر نبتة البوتس على رأس النياتات المنزلية المطهرة للهواء والتي تتأقلم وتعيش مع ضعف الإنارة الشمسية.

تعود دوافع الدراسة الأولى لوكالة الفضاء الأمريكية عن النباتات المنزلية التي يمكنها أن تحسن من جودة الهواء الداخلي بفاعلية أكثر، إلى توفير ظروف بيئية صحية أفضل لتنفس رواد الفضاء في الرحلات المكوكية في الفضاء الخارجي. فقام الباحثون المختصون بدراسة واستخدام النباتات التي تحسّن من جودة الهواء الداخلي بفاعلية أكثر.
ويعود نشر القائمة الأولى للدراسة إلى سنة 1989 وهي السنة التي رشحت فيها وكالة الفضاء الأمريكية أفضل النباتات المنزلية المنصوح بها لتنقية الهواء.

## أهمية القائمة
تعود أهمية الدراسة في توصيف النباتات التي لها دور فعّال جداً في تحسين «نوعية الهواء الداخلي» وهو المؤثر على صحة وراحة الإنسان القاطن في مبنى ما. فالهواء الداخلي سواء داخل المنازل أو في أماكن العمل معرّض للتلوث (بالعفن والجراثيم) والمواد الكيميائية (كأول أكسيد الكربون والرادون)، والمواد المثيرة للحساسية أو أي ملوثات صلبة يمكن أن تؤثر على الصحة.
وكما هو الحال بالنسبة لتلوث الهواء الخارجي المؤثر سلباً على البيئة وصحة الإنسان، فتلوث الهواء الداخلي له كذلك مخاطر صحية على الإنسان والكائنات الحية ككل، ومن أكثرها شيوعاً أمراض الجهاز التنفسي كداء الربو؛ فقد أثبتت أبحاث ودراسات متخصصة أن العديد من الأعراض المرضية كأوجاع الدماغ، والأرق، وصعوبة التركيز، وبعض أمراض الحساسية لها علاقة مباشرة بالمواد العضوية الطيّارة السامة،  الموجودة في هواء المنازل وأماكن العمل المغلقة، التي يكون مصدرها الرئيسي التجهيزات المطبعية، وآلات النسخ، وأجهزة الحاسوب وآلات الطباعة والطبع والطوابع والحبر وكل المستلزمات الصناعية المستخدمة في المكاتب العصرية. حيث بات هناك اهتمامٌ وانشغالٌ متزايدين بنوعية الهواء الداخلي في الأماكن المغلقة مثل المنازل والمكاتب وأماكن العمل، حيث يقضي الناس 90% من أوقاتهم في أماكن مغلقة.
ومن هنا تبرز أهمية القائمة ودورها الإرشادي لأهم النباتات المنزلية ودورها في رفع جودة الهواء الداخلي وكفاءته؛ حيث تساعد هذه النباتات في تنقية الهواء من العديد من أنواع الملوثات السمية كمواد البنزين
 وفورمالدهيد وزيلين وتولوين والأمونياك وغيرها، وبالتالي تجنب الضرر الذي يمكن أن تلحقه بكائن حي.
قام «المرصد الفرنسي لمراقبة نوعية الهواء» في إطار برنامج سمي "Habit Air" بحملة وطنية شملت دراسة عينة من المباني السكنية بين شهري أكتوبر سنة 2003 وديسمبر 2005، فكانت نتائج هده الحملة كما يلي:
- تواجد مادة البنزين في 33% من المنازل.[11]
- تواجد مادة التولوين في جميع المنازل التي شملتها الدراسة أي بنسبة 100%.[11]
- تواجد مادة الفورمالدهيد كذلك في جميع المنازل التي شملتها الدراسة أي بنسبة 100%.[11]

## القائمة

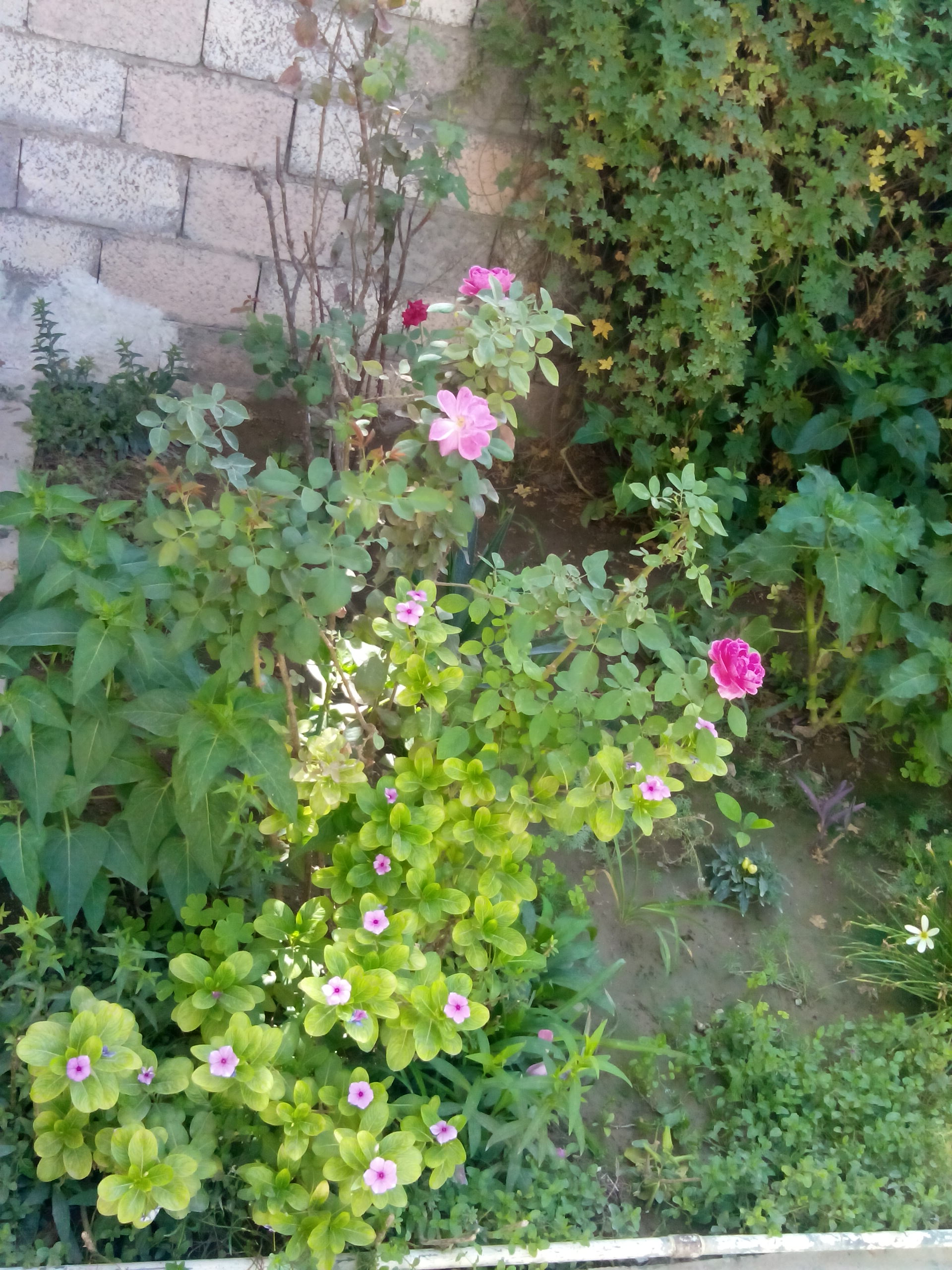
مجموعة نباتات في حديقة منزلية

أشار الباحثون إلى أنه من أجل تنقية الهواء بكفاءة، يجب توفّر ما لا يقل عن نبتة واحدة على الأقل لكل 100 قدم مربع من مساحة المنزل أو الأماكن الداخلية عموماً، للتّحسين من جودة الهواء الداخلي.
وتنصح وكالة ناسا باقتناء 15 نبتة لكل 185 متر مربع، وتشير إلى ضرورة تنويع النباتات قدر الإمكان.
وللإشارة فمن المهم الانتباه إلى أن بعض النباتات قد يكون ساماً إذا ما أُكل؛ وقد يكون ضاراً لبعض الحيوانات الأليفة، ولهذا يجب الانتباه والتدقيق ووضعها بعيدة عن الأطفال والحيوانات الأليفة المنزلية كما هو الشأن بالنسبة للعشقة المتسلقة أو كما يسمى اللبلاب الإنجليزي.
| اسم النبتة                            | اسم النبتة                  | مركب البنزين | فورمالدهيد | ثلاثي كلورو الإيثيلين | زيلين & تولوين | أمونياك | السمية                                                                          | الصورة |
| بالعربية                              | الاسم العلمي                | مركب البنزين | فورمالدهيد | ثلاثي كلورو الإيثيلين | زيلين & تولوين | أمونياك | السمية                                                                          | الصورة |
| ------------------------------------- | --------------------------- | ------------ | ---------- | --------------------- | -------------- | ------- | ------------------------------------------------------------------------------- | ------ |
| نخلة روبلينية                         | Phoenix roebelenii          | لا           | نعم        | لا                    | نعم            | لا      | لا (مع ملاحظة: قد تسبب حالات تقيؤ، التهاب جلد أو شعور بتعب)                     |        |
| نخلة الأريكا الصفراء                  | Dypsis lutescens            | لا           | لا         | لا                    | نعم            | لا      | لا                                                                              |        |
| السيفاوي المندثر                      | Nephrolepis obliterata      | لا           | نعم        | لا                    | نعم            | لا      | لا                                                                              |        |
| السيفاوي الباسق                       | Nephrolepis exaltata        | لا           | نعم        | لا                    | نعم            | لا      | لا (مع ملاحظة: قد تسبب حالات تقيؤ، إلتهاب جلد أو شعور بتعب)                     |        |
| عشقة متسلقة أو اللّبلاب                | Hedera helix                | نعم          | نعم        | نعم                   | نعم            | لا      | نعم                                                                             |        |
| الليريوبية السنبلية                   | Liriope spicata             | لا           | نعم        | لا                    | نعم            | نعم     | لا                                                                              |        |
| غيلان واحف                            | Chlorophytum comosum        | لا           | نعم        | لا                    | نعم            | لا      | لا (مع ملاحظة: تصنف غير سامة، ولكن قد تسبب حالات تقيؤ، التهاب جلد أو شعور بتعب) |        |
| بوتس                                  | Epipremnum aureum           | لا           | نعم        | لا                    | نعم            | نعم     | نعم                                                                             |        |
| زنبق السلام                           | Spathiphyllum               | نعم          | نعم        | نعم                   | نعم            | نعم     | نعم                                                                             |        |
| الأنتوريم الأحمر                      | Anthurium andraeanum        | لا           | نعم        | لا                    | نعم            | نعم     | نعم                                                                             |        |
| كل أنواع نبات جنس الأجلونيما          | Aglaonema                   | نعم          | نعم        | لا                    | لا             | لا      | نعم                                                                             |        |
| كل أنواع الشاميدوريا أو نخيل العنكبوت | Chamaedorea                 | لا           | نعم        | لا                    | نعم            | لا      | لا                                                                              |        |
| نخلة رابس                             | Rhapis excelsa              | لا           | نعم        | لا                    | نعم            | نعم     | لا                                                                              |        |
| لسان الجن ثلاثي الأحزمة               | Sansevieria trifasciata     | نعم          | نعم        | نعم                   | نعم            | لا      | لا                                                                              |        |
| شجرة الحب القلبية                     | Philodendron cordatum       | لا           | نعم        | لا                    | لا             | لا      | نعم                                                                             |        |
| شجرة الحب المفصصة الريشية             | Philodendron bipinnatifidum | لا           | نعم        | لا                    | لا             | لا      | نعم                                                                             |        |
| شجرة الحب المستأنسة                   | Philodendron domesticum     | لا           | نعم        | لا                    | لا             | لا      | نعم                                                                             |        |
| الدراسينيا المنعكسة                   | Dracaena reflexa            | نعم          | نعم        | نعم                   | نعم            | لا      | لا                                                                              |        |
| الدراسينيا الأريجية                   | Dracaena fragrans           | نعم          | نعم        | نعم                   | لا             | لا      | لا                                                                              |        |
| التين البنجاميني                      | Ficus benjamina             | لا           | نعم        | لا                    | نعم            | لا      | نعم                                                                             |        |
| الجربارة الجيمسونية                   | Gerbera jamesonii           | نعم          | نعم        | نعم                   | لا             | لا      | لا (مع ملاحظة: تصنف غير سامة، ولكن قد تسبب حالات تقيؤ، التهاب جلد أو شعور بتعب) |        |
| أقحوان زهرة الغريب                    | Chrysanthemum morifolium    | نعم          | نعم        | نعم                   | نعم            | نعم     | نعم                                                                             |        |
| التين المرن                           | Ficus elastica              | لا           | نعم        | لا                    | لا             | لا      | نعم                                                                             |        |
| أنواع الدندربيون                      | Dendrobium                  | لا           | لا         | لا                    | نعم            | لا      | لا                                                                              |        |
| أنواع الدفنباخية                      | Dieffenbachia               | لا           | لا         | لا                    | نعم            | لا      | نعم                                                                             |        |
| الهومالمينة الواليسية                 | Homalomena wallisii         | لا           | لا         | لا                    | نعم            | لا      | لا                                                                              |        |
| زهرة الأوركيد                         | Phalaenopsis                | لا           | لا         | لا                    | نعم            | لا      | لا                                                                              |        |